# Das goldene Edelweiß
Das goldene Edelweiß ist ein deutscher Heimatfilm aus dem Jahre 1949 mit Til Kiwe und Ruth Hambrock in den Hauptrollen. 

## Handlung
Im bayerischen Voralpenland. Die fesche Moni und der Förster Thomas kennen sich seit ihrer Jugend und haben sich schon immer gemocht. Nach vielen Jahren sehen sich beide in ihrem Heimatdorf wieder. Aus der Freundschaft wird Liebe. Schon als Kind hatte Thomas Moni einst versprochen, ihr eines Tages vom Berggipfel das „goldene Edelweiß“ zu pflücken und mitzubringen. Es gilt als Zeichen größter und unverbrüchlicher Liebe. Nun klettert der als Alpinist eher unerfahrene Thomas in die Steilwand und stürzt dabei, nachdem ihn ein Unwetter überrascht hat, prompt ab. Die Bergwacht wird alarmiert und entsendet mehrere erfahrene Kletterer und Bergführer, die den Förster aus seiner misslichen Situation retten. Wieder daheim bei Moni, überreicht er ihr ein besonders schönes Edelweiß, das er auf seiner Kraxeltour gefunden hat. Es ist zwar kein goldenes, aber dies tut seiner Liebesbekundung für sie keinen Abbruch.

## Produktionsnotizen
Das goldene Edelweiß entstand in den Allgäuer Alpen und wurde am 23. Dezember 1949 in München uraufgeführt. Regisseur und Produzent Paul Pfeiffer übernahm auch die Produktionsleitung. Studioaufnahmen und damit auch Filmbauten hat es nicht gegeben.

## Kritik
Im Lexikon des Internationalen Films urteilte: „Betuliche, volkstümliche Unterhaltung zwischen Bauerntheater, Heimatfilm und Kulturfilm.“